# Stazione di Norcia
La stazione di Norcia è stata una stazione ferroviaria posta lungo la ex linea ferroviaria a scartamento ridotto Spoleto-Norcia, a servizio del comune di Norcia.

## Storia
La stazione fu inaugurata insieme alla linea il 1º novembre 1926 e rimase attiva fino al 31 luglio 1968. Costituiva il capolinea orientale della linea.

## Strutture e impianti
La stazione era dotata di un fabbricato viaggiatori, due binari, un deposito locomotive e un magazzino merci. Il sedime dei binari è stato smantellato, e trasformato in pista ciclabile.
L'ex fabbricato viaggiatori crollò in seguito al violento terremoto che il 30 ottobre 2016 colpì il Centro Italia e in modo particolare la Valnerina. Infine fu demolita.